# 程秀山
程秀山（1912年—1982年），笔名王华、马光瑞，男，江苏宜兴人，中国作家，青海省文学艺术界联合会原副主席。